# Secret défense (1998)
Secret défense is een Franse misdaadfilm uit 1998 onder regie van Jacques Rivette.

## Verhaal
De broer van de jonge biologe Sylvie vertelt dat hun vader vermoord is door zijn rechterhand. Nu is de man directeur van het bedrijf van hun vader. Sylvie is niet overtuigd van het verhaal, maar haar broer wil wraak nemen.

## Rolverdeling
| Acteur              | Personage            |
| ------------------- | -------------------- |
| Sandrine Bonnaire   | Sylvie               |
| Jerzy Radziwilowicz | Walser               |
| Grégoire Colin      | Paul                 |
| Laure Marsac        | Véronique / Ludivine |
| Françoise Fabian    | Geneviève            |
| Christine Vouilloz  | Myriam               |